# Eurybia silaceana
Eurybia silaceana är en fjärilsart som beskrevs av Hans Ferdinand Emil Julius Stichel 1924. Eurybia silaceana ingår i släktet Eurybia och familjen Riodinidae. Inga underarter finns listade i Catalogue of Life.